# Arthur Latappy
Arthur Latappy est un homme politique français né le 16 mars 1830 à Mont-de-Marsan (Landes) et décédé le 13 avril 1919 à Gaujacq (Landes).

## Biographie
Avoué à Mont-de-Marsan, il s'occupe surtout de la gestion de ses domaines agricoles. Opposant à l'Empire, il collabore au journal "le républicain landais" et milite à gauche. D'abord conseiller municipal de Mont-de-Marsan, il se fait élire maire de Gaujacq en 1888 et le reste jusqu'à sa mort. Il est sénateur des Landes de 1897 à 1919, inscrit au groupe de la Gauche démocratique.

## Sources
- « Arthur Latappy », dans le Dictionnaire des parlementaires français (1889-1940), sous la direction de Jean Jolly, PUF, 1960 [détail de l’édition]